# Liste der Deutschen Meister im Skispringen

Logo des Deutschen Skiverbands

Die Liste der Deutschen Meister im Skispringen listet die Sieger sowie die Zweit- und Drittplatzierten bei den Deutschen Meisterschaften im Skispringen seit der erstmaligen Austragung im Jahr 1901 auf.

## Wettbewerbe
Von 1901 bis 1999 wurde der Wettbewerb bei den Herren auf Großschanzen ausgesprungen, ab 1974 gab es parallel dazu auch einen Wettbewerb auf der Normalschanze, sowie ab 1986 einen Mannschaftswettbewerb. Seit der Meisterschaft 2000 findet nur noch ein Einzelwettbewerb statt, welcher sowohl auf Groß- als auch auf Normalschanzen ausgerichtet wird. Seit 2001 werden auch bei den Damen Deutsche Meisterinnen ermittelt. Seit 2008 wird auch hier ein Teamsieger ermittelt.

## Ergebnisse

### Herren Großschanze
| Jahr | Austragungsort              | Meister            | Vize                                             | Dritter                    |
| ---- | --------------------------- | ------------------ | ------------------------------------------------ | -------------------------- |
| 1901 | Feldberg                    | Bjarne Nilssen     | Anders Holte / Olsen                             | Oscar Mayer                |
| 1902 | Feldberg                    | Thorleif Bache     | Thorvald Heyerdahl                               | Anders Holte               |
| 1903 | Feldberg                    | Thorvald Heyerdahl | Oscar Mayer                                      | Rudolf Biehler             |
| 1904 | Feldberg                    | Karl Gruber        | Thorleif Aas                                     | Friedrich Iselin           |
| 1938 | Feldberg                    | Franz Haslberger   |                                                  |                            |
| 1939 | Oberhof                     | Josef Bradl        |                                                  |                            |
| 1940 | Ruhpolding                  | Hans Wein          |                                                  |                            |
| 1941 | Spindlermühle               | Josef Bradl        |                                                  |                            |
| 1949 | Isny                        | Toni Brutscher     | Julius Gastaldo                                  | Rudi Gering                |
| 1950 | Reit im Winkl               | Sepp Weiler        | Ewald Roscher                                    | Toni Brutscher             |
| 1951 | Neustadt im Schwarzwald     | Sepp Kleisl        | Franz Eder                                       | Sepp Weiler                |
| 1952 | Braunlage                   | Sepp Kleisl        | Toni Brutscher                                   | Franz Dengg                |
| 1953 | Baiersbronn                 | Sepp Hohenleitner  | Franz Dengg                                      | Toni Landenhammer          |
| 1954 | Oberaudorf                  | Franz Eder         | Toni Brutscher                                   | Sepp Kleisl                |
| 1955 | Neustadt im Schwarzwald     | Toni Brutscher     | Edi Heilingbrunner                               | Toni Landenhammer          |
| 1956 | Willingen                   | Max Bolkart        | Sepp Kleisl                                      | Toni Brutscher             |
| 1957 | Altenau                     | Max Bolkart        | Helmut Bleier                                    | Toni Brutscher             |
| 1958 | Isny                        | Max Bolkart        | Georg Thoma                                      | Helmut Bleier              |
| 1959 | Warmensteinach              | Ewald Roscher      | Helmut Kurz                                      | Hubert Witting             |
| 1960 | Neustadt im Schwarzwald     | Georg Thoma        | Max Bolkart                                      | Helmut Kurz                |
| 1961 | Winterberg                  | Georg Thoma        | Helmut Röhrer Wolfgang Happle Edi Heilingbrunner |                            |
| 1962 | Braunlage                   | Helmut Wegscheider | Max Bolkart                                      | Wolfgang Happle            |
| 1963 | Ruhpolding                  | Georg Thoma        | Heini Ihle                                       | Max Bolkart                |
| 1964 | Baiersbronn                 | Max Bolkart        | Heini Ihle                                       | Wolfgang Happle            |
| 1965 | Hinterzarten                | Heini Ihle         | Georg Thoma                                      | Franz Keller               |
| 1966 | Ruhpolding                  | Franz Keller       | Heini Ihle                                       | Georg Thoma                |
| 1967 | Nesselwang                  | Wolfgang Schüller  | Heini Ihle                                       | Franz Keller               |
| 1968 | Altenau                     | Günther Göllner    | Franz Keller                                     | Ralph Pöhland              |
| 1969 |                             | Alfred Grosche     | Heini Ihle                                       | Franz Bisle                |
| 1970 |                             | Walter Lampe       |                                                  |                            |
| 1971 | Warmensteinach              | Ernst Wursthorn    | Sepp Schwinghammer                               | Ralph Pöhland Franz Keller |
| 1972 |                             | Ernst Wursthorn    | Franz Keller                                     | Heini Ihle                 |
| 1973 | Neustadt                    | Alfred Grosche     | Sepp Schwinghammer                               | Rudi Tusch                 |
| 1974 | Neustadt                    | Alfred Grosche     |                                                  | Peter Dubb                 |
| 1975 |                             | Alfred Grosche     |                                                  |                            |
| 1976 |                             | Peter Leitner      |                                                  |                            |
| 1977 |                             | Alfred Grosche     |                                                  |                            |
| 1978 | Willingen                   | Peter Leitner      |                                                  |                            |
| 1979 |                             | Peter Leitner      |                                                  |                            |
| 1980 |                             | Thomas Klauser     |                                                  |                            |
| 1981 |                             | Thomas Klauser     |                                                  |                            |
| 1982 |                             | Andreas Bauer      |                                                  |                            |
| 1983 |                             | Andreas Bauer      |                                                  |                            |
| 1984 |                             | Peter Rohwein      |                                                  |                            |
| 1985 | Braunlage                   | Thomas Klauser     |                                                  |                            |
| 1986 |                             | Thomas Klauser     | Wolfgang Steiert                                 | Rolf Schilli               |
| 1987 |                             | Dieter Thoma       | Rolf Schilli                                     | Lorenz Wegscheider         |
| 1988 |                             | Thomas Klauser     | Andreas Bauer                                    | Robert Leonhardt           |
| 1989 |                             | Dieter Thoma       | Josef Heumann                                    | Andreas Bauer              |
| 1990 |                             | Josef Heumann      | Thomas Klauser                                   | Timo Wangler               |
| 1991 | Oberstdorf                  | André Kiesewetter  | Jens Weißflog                                    | Christof Duffner           |
| 1992 | Oberhof                     | Ralph Gebstedt     | Andreas Scherer                                  | Christof Duffner           |
| 1993 | Oberhof / Oberwiesenthal    | Dieter Thoma       | Christof Duffner                                 | Andreas Scherer            |
| 1994 | Oberstdorf                  | Jens Weißflog      | Ralph Gebstedt                                   | Ronny Hornschuh            |
| 1995 | Schonach / Titisee-Neustadt | Jens Weißflog      | Dieter Thoma                                     | Hansjörg Jäkle             |
| 1996 | Oberhof                     | Gerd Siegmund      | Alexander Müller                                 | Ralph Gebstedt             |
| 1997 | Titisee-Neustadt            | Dieter Thoma       | Ronny Hornschuh                                  | Martin Schmitt             |
| 1998 | Ruhpolding                  | Sven Hannawald     | Dieter Thoma                                     | Gerd Siegmund              |
| 1999 | Oberwiesenthal              | ausgefallen        | ausgefallen                                      | ausgefallen                |

### Herren Normalschanze
| Jahr | Austragungsort              | Meister        | Vize               | Dritter            |
| ---- | --------------------------- | -------------- | ------------------ | ------------------ |
| 1973 | Schonach                    | Rudi Tusch     | Peter Dubb         | Sepp Schwinghammer |
| 1974 | Baiersbronn                 | Peter Dubb     | Alfred Grosche     | Sepp Schwinghammer |
| 1975 |                             | Alfred Grosche |                    |                    |
| 1976 | Hinterzarten                | Peter Leitner  | Sepp Schwinghammer | Rudi Tusch         |
| 1977 |                             | Alfred Grosche |                    |                    |
| 1978 | Willingen                   | Peter Leitner  |                    |                    |
| 1979 |                             | Hubert Schwarz |                    |                    |
| 1980 | Isny im Allgäu              | Peter Leitner  | Thomas Klauser     | Hubert Schwarz     |
| 1981 |                             | Hubert Schwarz |                    |                    |
| 1982 |                             | Joachim Ernst  |                    |                    |
| 1983 |                             | Andreas Bauer  |                    |                    |
| 1984 |                             | Andreas Bauer  |                    |                    |
| 1985 | Braunlage                   | Uli Boll       |                    |                    |
| 1986 |                             | Andreas Bauer  | Rolf Schilli       | Peter Rohwein      |
| 1987 |                             | Andreas Bauer  | Peter Rohwein      | Dieter Thoma       |
| 1988 |                             | Thomas Klauser | Dieter Thoma       | Josef Heumann      |
| 1989 | Reit im Winkl               | Josef Heumann  | Dieter Thoma       | Andreas Bauer      |
| 1990 |                             | Josef Heumann  | Thomas Klauser     | Robert Leonhardt   |
| 1991 | Oberstdorf                  | Jens Weißflog  | Heiko Hunger       | André Kiesewetter  |
| 1992 | Oberhof                     | Ralph Gebstedt | Dieter Thoma       | Roland Braun       |
| 1993 | Oberhof / Oberwiesenthal    | Jens Weißflog  | Ralph Gebstedt     | Gerd Siegmund      |
| 1994 | Oberstdorf                  | Jens Weißflog  | Gerd Siegmund      | Ralph Gebstedt     |
| 1995 | Schonach / Titisee-Neustadt | ausgefallen    | ausgefallen        | ausgefallen        |
| 1996 | Oberhof                     | Ralph Gebstedt | Gerd Siegmund      | Hansjörg Jäkle     |
| 1997 | Baiersbronn                 | Dieter Thoma   | Gerd Siegmund      | Hansjörg Jäkle     |
| 1998 | Ruhpolding                  | Hansjörg Jäkle | Dieter Thoma       | Michael Wagner     |
| 1999 | Oberwiesenthal              | Gerd Siegmund  | Christof Duffner   | Jens Deimel        |

### Herren Einzel
| Jahr | Austragungsort         | Meister             | Vize                | Dritter                        |
| ---- | ---------------------- | ------------------- | ------------------- | ------------------------------ |
| 1999 | Hinterzarten           | Sven Hannawald      | Martin Schmitt      | Frank Löffler                  |
| 2000 | Oberstdorf             | Sven Hannawald      | Christof Duffner    | Frank Löffler                  |
| 2001 | Oberhof                | Martin Schmitt      | Christof Duffner    | Michael Uhrmann                |
| 2002 | Winterberg             | Frank Löffler       | Georg Späth         | Alexander Herr                 |
| 2003 | Oberwiesenthal         | Stefan Pieper       | Sven Hannawald      | Frank Löffler Michael Uhrmann  |
| 2004 | Oberstdorf             | Alexander Herr      | Michael Neumayer    | Georg Späth                    |
| 2005 | Hinterzarten           | Georg Späth         | Michael Uhrmann     | Michael Neumayer               |
| 2006 | Oberhof                | Michael Uhrmann     | Nico Faller         | Andreas Wank                   |
| 2007 | Winterberg             | Stephan Hocke       | Julian Musiol       | Martin Schmitt Kevin Horlacher |
| 2008 | Klingenthal            | Pascal Bodmer       | Georg Späth         | Michael Uhrmann                |
| 2009 | Garmisch-Partenkirchen | Andreas Wank        | Michael Neumayer    | Michael Uhrmann                |
| 2010 | Oberhof                | Michael Uhrmann     | Michael Neumayer    | Martin Schmitt                 |
| 2011 | Hinterzarten           | Severin Freund      | Richard Freitag     | Andreas Wank                   |
| 2012 | Klingenthal            | Severin Freund      | Andreas Wank        | Richard Freitag                |
| 2013 | Oberstdorf             | Marinus Kraus       | Karl Geiger         | Severin Freund                 |
| 2014 | Hinterzarten           | Richard Freitag     | Andreas Wank        | Karl Geiger                    |
| 2015 | Garmisch-Partenkirchen | Severin Freund      | Andreas Wellinger   | Andreas Wank                   |
| 2016 | Oberhof                | David Siegel        | Andreas Wellinger   | Richard Freitag                |
| 2017 | Oberwiesenthal         | Andreas Wellinger   | Karl Geiger         | Fabian Seidl                   |
| 2018 | Hinterzarten           | David Siegel        | Stephan Leyhe       | Moritz Baer                    |
| 2019 | Klingenthal            | Karl Geiger         | Markus Eisenbichler | Richard Freitag                |
| 2020 | Oberstdorf             | Markus Eisenbichler | Martin Hamann       | Karl Geiger                    |
| 2021 | Oberhof                | Karl Geiger         | Stephan Leyhe       | Constantin Schmid              |
| 2022 | Hinterzarten           | Andreas Wellinger   | Markus Eisenbichler | Karl Geiger                    |
| 2023 | Klingenthal            | Martin Hamann       | Stephan Leyhe       | Philipp Raimund                |
| 2024 | Garmisch-Partenkirchen | Andreas Wellinger   | Karl Geiger         | Pius Paschke                   |

### Damen Einzel
| Jahr | Austragungsort         | Meister                            | Vize                       | Dritter           |
| ---- | ---------------------- | ---------------------------------- | -------------------------- | ----------------- |
| 2001 | Meinerzhagen           | Ann-Kathrin Reger                  | Angelika Kühhorn           | Heidi Roth        |
| 2002 | Meinerzhagen           | Ann-Kathrin Reger                  | Stefanie Krieg             | Andrea Temme      |
| 2003 | Pöhla                  | Ulrike Gräßler                     | Kristin Schmidt            | Angelika Kühhorn  |
| 2004 | Meinerzhagen           | Juliane Seyfarth                   | Jenna Mohr                 | Kristin Schmidt   |
| 2005 | Meinerzhagen           | Melanie Faißt                      | Juliane Seyfarth           | Lisa Rexhäuser    |
| 2006 | Klingenthal            | Juliane Seyfarth                   | Ulrike Gräßler             | Melanie Faißt     |
| 2007 | Meinerzhagen           | Lisa Rexhäuser                     | Ulrike Gräßler             | Anna Häfele       |
| 2008 | Oberhof                | Magdalena Schnurr                  | Jenna Mohr                 | Juliane Seyfarth  |
| 2009 | Garmisch-Partenkirchen | Ulrike Gräßler                     | Carina Vogt                | Ramona Straub     |
| 2010 | Oberhof                | Anna Rupprecht                     | Ulrike Gräßler             | Melanie Faißt     |
| 2011 | Meinerzhagen           | Anna Häfele                        | Melanie Faißt              | Katharina Althaus |
| 2012 | Hinterzarten           | Svenja Würth                       | Ulrike Gräßler             | Ramona Straub     |
| 2013 | Oberstdorf             | Katharina Althaus                  | Melanie Faißt              | Gianina Ernst     |
| 2014 | Hinterzarten           | Katharina Althaus                  | Gianina Ernst              | Carina Vogt       |
| 2015 | Oberstdorf             | Juliane Seyfarth                   | Katharina Althaus          | Anna Rupprecht    |
| 2016 | Berchtesgaden          | Anna Rupprecht                     | Carina Vogt                | Katharina Althaus |
| 2017 | Oberstdorf             | Katharina Althaus                  | Svenja Würth               | Juliane Seyfarth  |
| 2018 | Hinterzarten           | Katharina Althaus Juliane Seyfarth |                            | Gianina Ernst     |
| 2019 | Klingenthal            | Juliane Seyfarth                   | Katharina Althaus          | Agnes Reisch      |
| 2020 | Oberstdorf             | Katharina Althaus                  | Juliane Seyfarth           | Agnes Reisch      |
| 2021 | Oberhof                | Katharina Althaus                  | Juliane Seyfarth           | Selina Freitag    |
| 2022 | Hinterzarten           | Selina Freitag                     | Agnes Reisch Luisa Görlich |                   |
| 2023 | Klingenthal            | Selina Freitag                     | Katharina Schmid           | Anna Rupprecht    |
| 2024 | Garmisch-Partenkirchen | Katharina Schmid                   | Selina Freitag             | Juliane Seyfarth  |

### Herren Mannschaft
| Jahr | Austragungsort              | Meister                                                                         | Vize                                                                                 | Dritter                                                                                 |
| ---- | --------------------------- | ------------------------------------------------------------------------------- | ------------------------------------------------------------------------------------ | --------------------------------------------------------------------------------------- |
| 1986 |                             | Bayern                                                                          |                                                                                      |                                                                                         |
| 1987 |                             | Bayern                                                                          |                                                                                      |                                                                                         |
| 1988 |                             | Bayern                                                                          |                                                                                      |                                                                                         |
| 1989 |                             | Bayern                                                                          |                                                                                      |                                                                                         |
| 1990 |                             | Bayern                                                                          |                                                                                      |                                                                                         |
| 1991 | Oberstdorf                  | SachsenJens Weißflog Ingo Züchner Heiko Hunger René Kummerlöw                   | ThüringenMarco Gohlke Ingo Lesser Ralph Gebstedt André Kiesewetter                   | SchwarzwaldAndreas Scherer Norbert Hils Dieter Thoma Christof Duffner                   |
| 1992 | Oberhof                     | SchwarzwaldTimo Wangler Christof Duffner Andreas Scherer Dieter Thoma           | ThüringenJörg Pietschmann Ronny Hornschuh Jens Greiner-Hiero Ralph Gebstedt          | BayernToni Thaumüller Helmut Wegscheider Josef Heumann Andreas Bauer                    |
| 1993 | Oberhof / Oberwiesenthal    | Schwarzwald                                                                     |                                                                                      |                                                                                         |
| 1994 | Oberstdorf                  | Thüringen                                                                       |                                                                                      |                                                                                         |
| 1995 | Schonach / Titisee-Neustadt | nicht ausgetragen                                                               | nicht ausgetragen                                                                    | nicht ausgetragen                                                                       |
| 1996 | Oberhof                     | Baden-WürttembergHansjörg Jäkle Sven Hannawald Dieter Thoma Christof Duffner    | ThüringenRalph Gebstedt Ronny Hornschuh Andy Jacob Gerd Siegmund                     | BayernChristian Hofreiter Alexander Briest Klaus Allgayer Müller                        |
| 1997 | Baiersbronn                 | ThüringenKai Bracht Ronny Hornschuh Ralph Gebstedt Gerd Siegmund                | Baden-WürttembergHansjörg Jäkle Christof Duffner Dieter Thoma Martin Schmitt         | SachsenRico Meinel Frank Reichel Olaf Hegenbarth Michael Schreiber                      |
| 1998 | Ruhpolding                  | Baden-Württemberg IDieter Thoma Sven Hannawald Hansjörg Jäkle Martin Schmitt    | Baden-Württemberg IIMathias Witter Benjamin Hauber Christof Duffner Alexander Herr   | ThüringenRalph Gebstedt Ronny Hornschuh Kai Bracht Gerd Siegmund                        |
| 1999 | Hinterzarten                | Baden-Württemberg                                                               |                                                                                      |                                                                                         |
| 2000 | Oberstdorf                  | Bayern IRoland Audenrieth Georg Späth Michael Uhrmann Frank Löffler             | Baden-Württemberg IChristof Duffner Sven Hannawald Hansjörg Jäkle Martin Schmitt     | Bayern IIMichael Neumayer Hans Petrat Hasler Kai Bracht                                 |
| 2001 | Oberhof                     | Baden-WürttembergChristof Duffner Sven Hannawald Martin Schmitt Hansjörg Jäkle  | Bayern IIFerdinand Bader Hans Petrat Michael Wagner Kai Bracht                       | Bayern IRoland Audenrieth Michael Uhrmann Michael Neumayer Georg Späth                  |
| 2002 | Winterberg                  | Bayern IMichael Neumayer Frank Löffler Michael Uhrmann Georg Späth              | Thüringen IAndreas Wank Mario Kürschner Jörg Ritzerfeld Stephan Hocke                | Baden-Württemberg IMichael Möllinger Maximilian Mechler Christof Duffner Alexander Herr |
| 2003 | Oberwiesenthal              | Bayern IKai Bracht Georg Späth Frank Löffler Michael Uhrmann                    | Thüringen IMario Kürschner Julian Musiol Jörg Ritzerfeld Stephan Hocke               | Baden-Württemberg IAlexander Herr Martin Schmitt Maximilian Mechler Sven Hannawald      |
| 2004 | Oberstdorf                  | Bayern IMichael Neumayer Kai Bracht Michael Uhrmann Georg Späth                 | Baden-Württemberg IAlexander Herr Daniel Klausmann Maximilian Mechler Martin Schmitt | Thüringen IJulian Musiol Christian Bruder Jörg Ritzerfeld Stephan Hocke                 |
| 2005 | Hinterzarten                | Bayern IMichael Neumayer Ferdinand Bader Michael Uhrmann Georg Späth            | Thüringen IChristian Bruder Andreas Wank Jörg Ritzerfeld Stephan Hocke               | Baden-Württemberg IGeorg Hettich Nico Faller Patrick Bodmer Martin Schmitt              |
| 2006 | Oberhof                     | Bayern                                                                          | Baden-Württemberg                                                                    |                                                                                         |
| 2007 | Winterberg                  | Thüringen IJulian Musiol Jörg Ritzerfeld Andreas Wank Stephan Hocke             | Bayern ISeverin Freund Felix Schoft Tobias Bogner Georg Späth                        | Baden-Württemberg IPascal Bodmer Maximilian Mechler Kevin Horlacher Martin Schmitt      |
| 2008 | Klingenthal                 | Bayern IFelix Schoft Michael Neumayer Michael Uhrmann Georg Späth               | Baden-Württemberg IMartin Schmitt Nico Faller Maximilian Mechler Pascal Bodmer       | Baden-Württemberg IIBenedikt Wider Jan Mayländer André Wesch Christian Ulmer            |
| 2009 | Garmisch-Partenkirchen      | Baden-Württemberg IPascal Bodmer Kevin Horlacher Christian Ulmer Martin Schmitt | Thüringen IJörg Ritzerfeld Julian Musiol Andreas Wank Stephan Hocke                  | Sachsen IRichard Freitag Christoph Hänel Felix Brodauf Erik Simon                       |
| 2010 | Oberhof                     | Bayern IMichael Neumayer Felix Schoft Severin Freund Michael Uhrmann            | Thüringen IJulian Musiol Danny Queck Stephan Hocke Andreas Wank                      | Baden-Württemberg IMaximilian Mechler Niklas Wangler Pascal Bodmer Martin Schmitt       |
| 2011 | Hinterzarten                | Bayern ISeverin Freund Michael Neumayer Pius Paschke Marinus Kraus              | Baden-Württemberg INiklas Wangler Pascal Bodmer Maximilian Mechler Martin Schmitt    | Thüringen IAndreas Wank Danny Queck Florian Menz Stephan Hocke                          |
| 2012 | Klingenthal                 | Bayern IAndreas Wellinger Daniel Wenig Karl Geiger Marinus Kraus                | Thüringen IDanny Queck Florian Menz Stephan Hocke Andreas Wank                       | Baden-Württemberg IKevin Horlacher Tobias Löffler Jan Mayländer Martin Schmitt          |
| 2013 | Oberstdorf                  | Bayern IMichael Neumayer Karl Geiger Marinus Kraus Severin Freund               | Baden-Württemberg IMaximilian Mechler Dominik Mayländer Martin Schmitt Jan Mayländer | Bayern IIChristian Heim Michael Dreher Pius Paschke Markus Eisenbichler                 |
| 2014 | Hinterzarten                | Bayern IAndreas Wellinger Karl Geiger Marinus Kraus Severin Freund              | Bayern IIDaniel Wenig Michael Neumayer Pius Paschke Markus Eisenbichler              | Baden-Württemberg IDominik Mayländer Niklas Wangler Kevin Horlacher Andreas Wank        |
| 2015 | Garmisch-Partenkirchen      | Bayern IMichael Neumayer Markus Eisenbichler Andreas Wellinger Severin Freund   | Bayern IIMarinus Kraus Pius Paschke Karl Geiger Daniel Wenig                         | Baden-WürttembergTim Fuchs Jonathan Siegel Adrian Sell Andreas Wank                     |
| 2016 | Oberhof                     | BayernKarl Geiger Marinus Kraus Andreas Wellinger Markus Eisenbichler           | SachsenJulian Hahn Johannes Schubert Martin Hamann Richard Freitag                   | ThüringenSebastian Bradatsch Justin Lisso Felix Hoffmann Tim Heinrich                   |
| 2017 | Oberwiesenthal              | wegen starken Windes abgesagt                                                   | wegen starken Windes abgesagt                                                        | wegen starken Windes abgesagt                                                           |
| 2018 | Hinterzarten                | Bayern IIKarl Geiger Max Goller Philipp Raimund Markus Eisenbichler             | Bayern IPius Paschke Moritz Baer Constantin Schmid Andreas Wellinger                 | Baden-Württemberg IAndreas Wank Dominik Mayländer Luca Roth David Siegel                |
| 2019 | Klingenthal                 | Bayern IKarl Geiger Moritz Baer Constantin Schmid Markus Eisenbichler           | Baden-Württemberg IClaudio Haas Adrian Sell Tim Fuchs Luca Roth                      | Thüringen IAnton Schlütter Justin Lisso Justus Grundmann Felix Hoffmann                 |
| 2020 | Oberstdorf                  | Bayern ISeverin Freund Pius Paschke Karl Geiger Markus Eisenbichler             | Bayern IIPhilipp Raimund Andreas Wellinger Constantin Schmid Moritz Baer             | Baden-Württemberg ILuca Roth Tim Fuchs Claudio Haas David Siegel                        |
| 2021 | Oberhof                     | Bayern IPius Paschke Philipp Raimund Constantin Schmid Karl Geiger              | Bayern IIAndreas Wellinger Kilian Märkl Moritz Baer Markus Eisenbichler              | Baden-Württemberg ILuca Roth Adrian Sell Claudio Haas David Siegel                      |
| 2022 | Hinterzarten                | Bayern IKarl Geiger Constantin Schmid Markus Eisenbichler Andreas Wellinger     | Bayern IISimon Steinbeißer Emanuel Schmid Pius Paschke Philipp Raimund               | Baden-Württemberg IFinn Braun Jannik Faisst Luca Roth David Siegel                      |
| 2023 | Klingenthal                 | Bayern IAndreas Wellinger Pius Paschke Karl Geiger Philipp Raimund              | Bayern IIConstantin Schmid Simon Steinbeißer Kaimar Vagul Markus Eisenbichler        | SachsenAdrian Tittel Felix Frischmann Eric Hoyer Martin Hamann                          |
| 2024 | Garmisch-Partenkirchen      | Bayern IKarl Geiger Philipp Raimund Pius Paschke Andreas Wellinger              | Bayern IIConstantin Schmid Simon Steinbeißer Emanuel Schmid Markus Eisenbichler      | SachsenMartin Hamann Felix Frischmann Eric Hoyer Adrian Tittel                          |

### Damen Mannschaft
| Jahr | Austragungsort         | Meister                                            | Vize                                              | Dritter                                      |
| ---- | ---------------------- | -------------------------------------------------- | ------------------------------------------------- | -------------------------------------------- |
| 2008 | Oberhof                | Baden-Württemberg IMagdalena Schnurr Melanie Faißt | Baden-Württemberg IISvenja Würth Carina Vogt      | Hessen IJenna Mohr Anna Häfele               |
| 2018 | Hinterzarten           | Thüringen IPauline Heßler Juliane Seyfarth         | Bayern IGianina Ernst Katharina Althaus           | Baden-WürttembergRamona Straub Carina Vogt   |
| 2020 | Oberstdorf             | Thüringen ILuisa Görlich Juliane Seyfarth          | Baden-Württemberg IAnna Rupprecht Agnes Reisch    | Bayern ISophia Maurus Katharina Althaus      |
| 2021 | Oberhof                | Thüringen ILuisa Görlich Juliane Seyfarth          | Bayern IAmelie Thannheimer Katharina Althaus      | Sachsen IPia Lilian Kübler Selina Freitag    |
| 2022 | Hinterzarten           | Baden-Württemberg IAnna Rupprecht Agnes Reisch     | Thüringen IJuliane Seyfarth Luisa Görlich         | Sachsen ILia Böhme Selina Freitag            |
| 2023 | Klingenthal            | Sachsen IPia Lilian Kübler Selina Freitag          | Bayern IJoanna Eberle Katharina Schmid            | Baden-WürttembergAgnes Reisch Anna Rupprecht |
| 2024 | Garmisch-Partenkirchen | Bayern IEmely Torazza Katharina Schmid             | Thüringen IAnna-Fay Scharfenberg Juliane Seyfarth | Sachsen IJulina Kreibich Selina Freitag      |